# Megatron (Sheffield)
Pour les articles homonymes, voir Megatron.
L'égout pluvial de Sheffield, plus connu sous le nom de Megatron, est un réseau de canaux souterrains datant de l'époque victorienne, servant à éviter les inondations liés aux crues subites des rivières traversant la ville.

## Histoire
L'ouvrage d'art a été construit au milieu des années 1800. Le terrain sur lequel la gare de Sheffield Midland fut construite en 1870, au côté des ateliers des couteliers et orfèvres, était à l’origine un terrain marécageux et insalubre, traversé par la rivière Sheaf (à laquelle la ville de Sheffield emprunte son nom) et le ruisseau Porter, et de ce fait sujet à de fréquentes inondations.
Pour créer des fondations solides à la gare, les deux rivières ont été partiellement recouvertes ; ces tunnels devaient permettre de contenir les crues éclair après de fortes pluies, protégeant le reste de la ville industrielle en expansion de Sheffield. Le remaniement des rivières a également profité à diverses usines et aciéries qui avaient besoin de grandes quantités d’eau pour fonctionner.
Ces travaux ayant été oubliés par la population, et le système de tunnel est resté un secret pendant de nombreuses années ; Bien qu'une rumeur sur l'existence de ce réseau subsistait, seuls quelques ingénieurs du Yorkshire Water en connaissaient l'existence réelle.
Début 2017, un large trou apparait dans le parking du Decathlon de la ville, laissant apparaître un des tunnels secrets souterrains du Megatron. En 2019, à l'occasion du projet de rénovation de la zone de Castlegate, la ville annonce son intention de transformer une partie des tunnels en parc ouvert aux visites du nom de Sheaf Field. Les premières visites se déroulent le 6-7 juillet 2019. La ville, qui lance un programme de transformation pour devenir « The outdoor city », revalorise le Megatron pour en faire un circuit de promenade et de sport.

## Description
Cet ouvrage d'art se compose de plusieurs tunnels et de chambres en pierre, en briques de terre cuite et en béton armé pour les parties remaniées, après la Seconde Guerre mondiale.
Les chambres, plus grandes que les tunnels, servent de réservoirs tampons, et permettent le stockage partiel des crues éclair. L'eau pluviale est emmagasinée, et ensuite restitué progressivement aux trois rivières principales de Sheffield; la Sheaf, la Porter et la Don.
Les tunnels ont parfois été pris d'assaut par des tagueurs poètes qui ont recouvert les murs de proses ou de messages absurdes.

## Dans la culture populaire
En 2013, l'artiste audio Chris Watson[Lequel ?] présente l'exposition Inside the Circle of Fire: a Sheffield Sound Map dans laquelle il réalise un "paysage musical" de Sheffield qui inclut une averse pluviale enregistrée depuis les entrailles du Meagtron,.
En 2016, l'équipe de sports extrêmes Salt Street réalise une vidéo de wakeboard dans les tunnels du Megatron.
Le musicien britannique natif de Sheffield Jarvis Cocker mentionne le Megatron dans Where Bombs Fell:

« Here, beneath your feet, two rivers meet. The Porter and the Sheaf. Here lies the Megatron. Further ahead they will join the Don, where light industry turned heavy. »

— Jarvis Cocker, Where Bombs Fell

### Pages liées
- Sheffield
- Gare de Sheffield Midland
- Sheaf